# Zeche Sunderbank
Die Zeche Sunderbank war ein Steinkohlenbergwerk im Sprockhöveler Stadtteil Hiddinghausen. Die Zeche war auch unter den Namen Zeche Sünderbank und Zeche Sonderbank bekannt. Das Bergwerk befand sich in der Nähe des heutigen Röllinghofes. Das Bergwerk gehörte zum Märkischen Bergamtsbezirk und dort zum Geschworenenrevier Schlebusch.

## Bergwerksgeschichte
Im Jahr 1785 wurde im Bereich von Gut Sonnenschein und der Ibachs Mühle eine Vermessung durchgeführt. Vermessen wurde der gesamte Bereich bis südöstlich der heutigen Ansiedlung am Scheideweg. Am 9. Januar des Jahres 1821 wurde ein Längenfeld verliehen. Im 4. Quartal des Jahres 1854 wurde das Bergwerk in Betrieb genommen. Im Jahr 1855 wurde unterhalb der Ibachs Mühle ein Stollen angelegt. Der Stollen wurde vom Pleßbach in Richtung Osten aufgefahren. Der Stollen wurde gemeinsam mit der Zeche Vereinigte Verborgenglück angelegt. Geplant war der Stollen zum Abbau des Flözes Hauptflöz. In diesem Jahr waren sechs Bergleute auf der Zeche Sunderbank beschäftigt. Im Jahr 1857 war die Zeche nachweislich in Betrieb. Im darauffolgenden Jahr wurde der Schacht Ida bis zur Stollensohle abgeteuft. Der gemeinsam mit der Zeche Vereinigte Verborgenglück genutzte Schacht hatte eine Teufe von 25 Lachtern und war mit einem Haspel ausgerüstet. Am 21. Juli des Jahres 1859 kam es im gemeinschaftlichen Grubenbau zu einem Grubenbrand. Bei diesem Grubenbrand starben zehn Bergleute. Im Jahr 1861 war das Bergwerk zunächst noch in Betrieb, danach wurde das Bergwerk nicht mehr in den Unterlagen genannt. Im Jahr 1907 wurde die Zeche Sunderbank von der Zeche Vereinigte Adolar erworben.